# Oluf Billesborg
Christian Oluf Emil Billesborg (8. marts 1881 i Herfølge Sogn – 23. marts 1944) var en dansk skuespiller, der spillede mindre biroller i en række danske stumfilm.

## Filmografi
| - Bristet Lykke (instruktør August Blom, 1913) - Atlantis (instruktør August Blom, 1913) - Prinsesse Elena (instruktør Holger-Madsen, 1913) - I sidste Sekund (1913) - Ballettens Datter (instruktør Holger-Madsen, 1913) - Fem Kopier (instruktør August Blom, 1913) - Skandalen paa Sørupgaard (instruktør Hjalmar Davidsen, 1913) - I Stævnemødets Time (instruktør Sofus Wolder, 1913) - Grossererens Overordnede (instruktør Sofus Wolder, 1913) - Staalkongens Villie (instruktør Holger-Madsen, 1913) - Frk. Studenten (instruktør Sofus Wolder, 1913) - Troskabsvædsken (instruktør Sofus Wolder, 1913) - Privatdetektivens Offer (instruktør Sofus Wolder, 1913) - Giftslangen (instruktør Hjalmar Davidsen, 1913) - Lykkens lunefulde Spil (instruktør Sofus Wolder, 1913) - Kongens Foged (instruktør Sofus Wolder, 1913) - Den gamle Majors Ungdomskærlighed (instruktør Axel Breidahl, 1913) - En farlig Forbryderske (instruktør Eduard Schnedler-Sørensen, 1913) - Lykken svunden og genvunden (instruktør Hjalmar Davidsen, 1913) - Elskovsleg (instruktør Holger-Madsen, instruktør August Blom, 1914) - Et vanskeligt Valg (instruktør Holger-Madsen, 1914) - Tugthusfange No. 97 (instruktør August Blom, 1914) - Inderpigen (instruktør Robert Dinesen, 1914) - Søndagsjægerens Jagtæventyr (instruktør Eduard Schnedler-Sørensen, 1914) - Snustobaksdaasen (instruktør Sofus Wolder, 1914) - Jens Daglykke (instruktør Sofus Wolder, 1914) - Karnevalsdjævelen (instruktør Sofus Wolder, 1914) | - Vasens Hemmelighed (instruktør August Blom, 1914) - Hammerslaget (instruktør Robert Dinesen, 1914) - Den mystiske Fremmede (instruktør Holger-Madsen, 1914) - En nydelig Ægtemand (instruktør Eduard Schnedler-Sørensen, 1914) - Tøffelhelten (instruktør Robert Dinesen, 1914) - Min Ven Levy (instruktør Holger-Madsen, 1914) - De kære Nevøer (instruktør Alfred Cohn, 1914) - Eventyrersken (instruktør August Blom, 1914) - Fædrenes Synd (instruktør August Blom, 1914) - Hægt mig i Ryggen (instruktør Sofus Wolder, 1914) - Søvngængersken (instruktør Holger-Madsen, 1914) - Et Kærlighedsoffer (instruktør Robert Dinesen, 1914) - Under Skæbnens Hjul (instruktør Holger-Madsen, 1914) - Moderen (instruktør Robert Dinesen, 1914) - Expressens Mysterium (instruktør Hjalmar Davidsen, 1914) - Den nye Huslærer (instruktør Lau Lauritzen Sr., 1914) - Opiumsdrømmen (instruktør Holger-Madsen, 1914) - Ned med Vaabnene! (instruktør Holger-Madsen, 1915) - I Stjernerne staar det skrevet (instruktør Hjalmar Davidsen, 1915) - Godsforvalteren (instruktør Hjalmar Davidsen, 1915) - Guldkalven (instruktør Hjalmar Davidsen, 1915) - Flyttedags-Kvaler (instruktør Lau Lauritzen Sr., 1915) - Morderen (instruktør Sofus Wolder, 1915) - Midnatssolen (instruktør Robert Dinesen, 1916) - En Forbryders Liv og Levned (instruktør Alexander Christian, 1916) - Favoriten (instruktør Robert Dinesen, 1917) |